# Edgar Moron

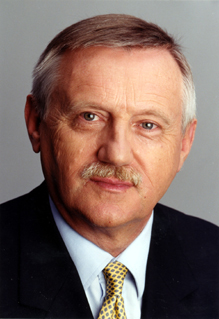
Edgar Moron, 2009

Edgar Moron (* 28. August 1941 in Beuthen; † 7. September 2023) war ein deutscher Politiker (SPD).

## Leben und berufliches Wirken
Edgar Moron studierte nach seinem Abitur 1962 bis 1967 politische Wissenschaften an der Freien Universität Berlin. Er schloss das Studium als Diplom-Politologe ab. In den Jahren 1967 bis 1968 war er Assistent am John-F.-Kennedy-Institut der Freien Universität. Anschließend war er bis 1973 Mitarbeiter am Ost-Kolleg der Bundeszentrale für politische Bildung. In den Jahren 1973 bis 1991 arbeitete Moron als Referent für Fragen der Innenpolitik bei der SPD-Bundestagsfraktion in Bonn.

## Partei und ehrenamtliche Tätigkeiten
Moron war seit 1970 Mitglied der SPD. Er war zeitweise Ortsvereinsvorsitzender in Erftstadt und Mitglied im Unterbezirksvorstand des Rhein-Erft-Kreises. Daneben war Moron Mitglied der Gewerkschaft ver.di und der Arbeiterwohlfahrt.

## Mandate
Edgar Moron war von 1975 bis 2000 Mitglied des Stadtrates von Erftstadt und dort von 1979 bis 1998 Vorsitzender der sozialdemokratischen Fraktion. Daneben gehörte er ab 1989 dem Kreistag des Erftkreises an und war von 1994 bis 2000 Vorsitzender der SPD-Fraktion. Daneben war er von 1989 bis 1999 Mitglied des Bezirksplanungsrates im Regierungsbezirk Köln und von 1990 bis 2010 Abgeordneter des Landtages von Nordrhein-Westfalen. In der 11. und 12. Wahlperiode vertrat er als direkt gewähltes Mitglied den Wahlkreis 11 (Erftkreis III – Euskirchen I), in der 13. Wahlperiode den Wahlkreis 14 (Erftkreis IV), in der 14. Wahlperiode zog er über die Landesliste in das Parlament ein. Von 1998 bis 2000 war Moron Parlamentarischer Geschäftsführer der SPD-Fraktion. Von 2000 bis 2005 war er Fraktionsvorsitzender. Nach der verlorenen Landtagswahl von 2005 kandidierte er für dieses Amt nicht wieder und unterstützte stattdessen die Kandidatur von Hannelore Kraft. In der Wahlperiode 2005 bis 2010 war Moron 1. Vizepräsident des Landtages.